# Jüdisches Filmfestival Wien

Logo des Jüdischen Filmfestivals Wien

Das Jüdische Filmfestival Wien ist ein jährlich in Wien stattfindendes Filmfestival, das dem gegenwärtigen jüdischen Filmschaffen gewidmet ist. Bis 2006 lief das seit 1991 bestehende Festival unter dem Namen Jüdische Filmwoche Wien. 2005 erreichte das Festival 4.800 Besucher.

## Geschichte

### Jüdische Filmwoche Wien 1991–2006

#### 1991–1997
Auf Initiative von Kurt Rosenkranz, dem Gründer des Jüdischen Instituts für Erwachsenenbildung in Wien, wurde 1991 die erste Jüdische Filmwoche Wien veranstaltet. Sie fand vom 5. bis 10. Oktober 1991 im Filmhaus Stöbergasse statt. Es wurden 16 Produktionen, darunter sechs Österreich-Premieren, gezeigt. Ein Jahr später kam es am gleichen Ort zur nächsten Veranstaltung, bei der 18 Dokumentar- bzw. Spielfilme unter dem Motto „Von Moskau bis Paris – Juden im europäischen Nachkriegsfilm“ präsentiert wurden. Aufgrund des regen Publikumsinteresses wurde die Filmwoche 1993 im zentral gelegenen Opernkino veranstaltet. Das Programm widmete sich der Darstellung jüdischer Frauenschicksale. Die Filmauswahl vermittelte einen möglichst umfassenden Überblick von „typisch weiblichen“ Charakteren – zum Beispiel der „jiddischen Mame“ – bis hin zu emanzipierten und unabhängigen Frauen.
Die Jüdische Filmwoche 1994 stand unter dem Motto: „Jüdischer Humor im Film“. Neben Ernst Lubitschs To Be or Not to Be wurden das gleichnamige Remake von und mit Mel Brooks, aber auch jiddische Kleinode aus den USA der 1930er und 1940er Jahre gezeigt. Unter dem Titel „Lang ist der Weg“ wurden während der Jüdischen Filmwoche 1995 Produktionen zu den Themen Migration und Zivilcourage gezeigt. Marek Halter, der Regisseur von Tzedek/Die Gerechten, einem Dokumentarfilm über diejenigen, die verfolgten Juden während des Zweiten Weltkriegs das Leben retteten, war bei der Eröffnung anwesend. Diese Jüdische Filmwoche 1996 widmete sich dem Thema „Judentum und Politik“. Trotz Subventionskürzungen seitens des Bundes konnte ein Programm zusammengestellt werden, dessen Schwerpunkt auf israelischen und palästinensischen Produktionen lag. 1997 fand die Jüdische Filmwoche zum letzten Mal im Opernkino statt. In fünf Tagen wurden 24 Filme, davon 23 österreichische Kino-Erstaufführungen vorgeführt. Eröffnet wurde die Woche mit Francesco Rosis La Tregua/The Truce, der Schilderung der langen Heimkehr des italienischen Schriftstellers Primo Levi aus dem Konzentrationslager.

#### 1998–2001
Bei der Jüdischen Filmwoche 1998 war der Schwerpunkt das 50-jährige Jubiläum der Staatsgründung Israels. Mit israelischen und palästinensischen Produktionen aus verschiedenen Epochen wurden die Entwicklung des Kinos in Israel/Palästina, aber auch gesellschaftlich brisante Probleme dokumentiert. In einem Panorama wurden neuere Produktionen zum Thema Judentum gezeigt.
Die Filmwoche des Jahres 1999 widmete sich dem Motto „Jüdische Schicksale in Filmen Ost- und Zentraleuropas“. Veranstaltungsort war das Imperialkino. In Zusammenarbeit mit dem Filmarchiv Austria, dem Polnischen Institut Wien und dem Collegium Hungaricum wurden ungarische und polnische Produktionen mit jüdischer Thematik vorgestellt. Auch im Jahre 2000 gab es Budgetkürzungen seitens des Bundes. In einer Art Revue „The Best of 10 Years Jewish Film Week“ wurden die Highlights der früheren Veranstaltungen präsentiert, aber auch neue internationale Produktionen und Erstaufführungen gezeigt. Der Veranstaltungsort war erstmals das Votivkino.
Die elfte Jüdische Filmwoche wurde 2001 zum zweiten Mal in Zusammenarbeit mit dem Filmladen organisiert. Dank der finanziellen Zuwendung der Stadt Wien, durch Förderungen des Bundes, der diversen Länder und Stadtverwaltungen sowie dem Engagement von Kinobetreibern gab es Veranstaltungsorte in ganz Österreich.
Der österreichische Filmjournalist Stefan Grissemann stellte drei „vergessene“ Klassiker des jiddischen Kinos vor, das Musical The Singing Blacksmith/Jankl der Schmid (1938) sowie The Light Ahead/Di Kljatsche, und  Fischke der Krumer (1939). Die Filme wurden vom gebürtigen Wiener und Max-Reinhardt-Mitarbeiter Edgar G. Ulmer (1904–1972) inszeniert. Bei der Präsentation war Carola Hurnaus, eine in Wien lebende Tochter des Regisseurs, anwesend.

#### 2004–2006
Nach einer budgetär bedingten zweijährigen Pause fand die Jüdische Filmwoche Wien 2004 im Votivkino und im De France Kino statt. Einer der Gäste war der israelische Regisseur Benny Brunner, der seine Dokumentarfilme It Is No Dream, Al-Nakba: The Palestinian Catastrophe 1948 und The Wall vorstellte. In It Is No Dream stellt sich eine Gruppe israelischer Intellektueller die Frage, was aus Theodor Herzls Vision geworden ist. Al-Nakba setzt sich mit einer tragischen Seite der Staatsgründung Israels auseinander, der Vertreibung von 750.000 Palästinensern. The Wall zeigt, wie stark das Leben palästinensischer Familien durch die israelische Mauer beeinflusst wird. John Bunzl leitete die Vorführung von Arna’s Children ein. Dieser Film porträtiert Arna Mer-Chamis, eine Jüdin, die sich um palästinensische Kinder in Jenin kümmerte. Anhand der Lebensgeschichten dieser Jugendlichen behandelt der Film aber auch die Frage, warum Menschen zu Selbstmordattentätern werden.
Die Jüdische Filmwoche 2005 fand im Votivkino, De-France-Kino und Urania-Kino statt und wurde von 4.800 Zuschauern besucht. Jüdische Themen, jüdische Geschichten, Filmemacher mit jüdischem Hintergrund gehörten zum Programm. Hierzu zählte Amos Gitais Spielfilm Free Zone, mit dem das Festival eröffnet wurde. Auch die Österreichpremiere von Al-Jenna Alān / Paradise Now des palästinensischen Regisseurs Hany Abu-Assad fand im Rahmen der Filmwoche statt. Dieser Film berührt die Frage nach den Motiven von Selbstmordattentätern.
Die vierzehnte Jüdische Filmwoche fand 2006 in Zusammenarbeit mit der Französischen Botschaft Wien, dem Filmarchiv Austria und dem Institut für Zeitgeschichte der Universität Wien im Votivkino, De France Kino, Urania Kino und Metro Kino statt. In Erinnerung an den 100. Jahrestag der Rehabilitierung von Alfred Dreyfus wurden Dokumentar-, Stumm- als auch Spielfilme über den Offizier und sein Schicksal gezeigt, so zum Beispiel L’Affaire Dreyfus (Georges Méliès, F 1899) und L'Affaire Dreyfus/Die Affäre Dreyfus (Yves Boisset, F/D 1995). In einer Hommage an Romy Schneider wurden drei Spielfilme, in denen die Schauspielerin jüdische Frauen verkörperte, präsentiert: Le Train – Nur ein Hauch von Glück (Pierre Granier-Deferre, F/I 1973), La Banquière/Die Bankiersfrau (Francis Girod, F 1980) und La Passante du Sans-Souci/Die Spaziergängerin von Sans-Souci (Jacques Rouffio, BRD/F 1981/82).
Wie auch in den vergangenen Jahren wurden neue internationale Spielfilme präsentiert. Der Spielfilm Bloom (Sean Walsh, IRL 2003) zeigt die Spuren des Leopold Bloom von James Joyce. Het Woeden der Gehele Wereld / The Fury of the Entire World (Guido Pieters, NL 2006) ist eine Geschichte über Musik und Schönheit, Enge und Verbohrtheit, über das Erwachsenwerden und die Nachkriegszeit, verzweifelte Lebenslügen und feigen Verrat. Der Dokumentarfilm Der Frankfurter Auschwitz-Prozess (Rolf Bickel und Dietrich Wagner, D 2005) schildert den Prozess gegen ehemalige Verantwortliche des Konzentrationslagers Auschwitz, der von 1963 bis 1965 dauerte. Mit einer Videokamera reiste der israelische Fernsehmoderator Chaim Yavin durch die West Bank und interviewte dort jüdische Siedler, Friedensaktivisten, Palästinenser und Vertreter von NGOs, wie „Physicians for Human Rights“. Sein filmisches Tagebuch wurde zu einer Dokumentation namens Erez Ha-Mitnachalim/The Land of the Settlers. Regisseur Chaim Yavin war als Gast anwesend.

### Jüdisches Filmfestival Wien 2007
Im Jahre 2007 erfolgte eine Änderung des Namens in Jüdisches Filmfestival Wien. In Zusammenarbeit mit dem Filmarchiv Austria wurde eine Filmschau dem Thema Golem und eine weitere Reihe den Verfilmungen von The Jazz Singer (1927), dem ersten Tonfilm, gewidmet.
Als Gast ist Claude Berri geladen worden. Drei seiner Filme, Le vieil homme et l'enfant/The Old Man and the Boy; USA-Titel: The Two of Us (1967), Mazel tov ou le mariage/Marry Me! Marry Me! (1969) und Le cinema de Papa (1970), tragen starke biographische Züge. Für die Filmreihe Films for Peace waren als Gäste der palästinensische Regisseur Hanna Elias und der arabisch-israelische Schauspieler Mohammad Bakri vorgesehen (Mohammed Bakri konnte allerdings nicht kommen). In seinem Spielfilm Mousem Al Zaytoun/The Olive Harvest (Palästina 2003) arbeitete Hanna Elias mit einer großteils israelischen Crew. Ernst Lubitsch war eine Filmreihe zu frühen Produktionen, die noch in Deutschland entstanden sind, gewidmet. In diesem Stummfilmen – live begleitet vom Stummfilmpianisten Gerhard Gruber – spielt Ernst Lubitsch einen von ihm geschaffenen Rollentypus: den vorlauten, jüdischen Lehrling, der sich mit Chuzpe durchsetzt. Im Anschluss an den Dokumentarfilm Ernst Lubitsch in Berlin – Von der Schönhauser Allee nach Hollywood (Robert Fischer, D 2006) fand ein Gespräch statt.
In Erinnerung an den Regisseur und Humanisten Fred Zinnemann wurden The Seventh Cross/Das siebte Kreuz (USA 1944), The Search (österreichischer Titel: Suchende Herzen; USA/CH 1948) und Julia (USA 1976) gezeigt. Hungry Hearts (E. Mason Hopper, USA 1922; Stummfilm mit engl. Zwischentiteln) schildert das Leben der Familie Levin, die aus Osteuropa ausgewandert ist und in der New Yorker Lower East Side lebt. Im Dokumentarfilm Ha-Masa schel Vaan/The Journey of Vaan Nguyen (IL 2005) begleitet Regisseur Duki Dror die junge Vaan Nguyen und ihren Vater auf eine Reise. Der Vater floh nach dem Fall von Saigon 1975 als einer der vielen Boatpeople aus seiner Heimat. Asyl fand er in Israel, wo er eine Familie gründete.
Das Programm Filme für 14+ richtete sich besonders an Jugendliche. Im Spielfilm Marock erzählt die marokkanische Regisseurin Laïla Marrakchi von einer Liebesgeschichte in Casablanca Ende der 1990er Jahre. Weiters wurden Filme in memoriam Leon Askin, Lucie Aubrac, Jean-Pierre Cassel, Wolfgang Gasser, Ulrich Mühe, George Tabori und Leon Zelman gezeigt.
Zu den neuen internationalen Produktionen zählte Lisa Azuelos’ Spielfilm Comme t’y es belle!/Gorgeous (UK/LUX/F/B 2006) um vier attraktive Pariser Frauen, die aus dem jüdisch-orientalischen Milieu stammen. Was sie außerdem eint, sind ihre äußerst komplizierten Familien- und Liebesgeschichten. Mauvaise foi/Keine Lüge ohne dich (B/F 2006) ist das Regiedebüt des marokkanisch-französischen Schauspielers Roschdy Zem, der auch die Hauptrolle im Film verkörpert. Der Kurzfilm The 10th Man (Sam Leifer, UK 2006) schildert amüsant die Schwierigkeiten einer überalterten jüdischen Gemeinde in London, genügend Männer für den Gottesdienst aufzustellen. Regisseur Shlomo Hazan stellt in seinem Dokumentarfilm Chared Lesirto/Film Fanatic (IL 2006) den ultra-orthodoxen jüdischen Filmemacher Yehuda Grovais vor.
Anlässlich des 65. Jahrestages der Pariser Großrazzia „Raffle du Vel'd'Hiv“ fand am 17. Juli 2007 die erste Kooperation zwischen dem Jüdischen Filmfestival und dem Filmarchiv Austria statt. Im Wiener Metro Kino wurde in Zusammenarbeit mit dem psychosozialen Verein ESRA der Film La Mémoire des Enfants von Hannes Gellner und Thomas Draschan mit anschließender Podiumsdiskussion präsentiert.

## Kritik am Filmfestival
Kritik an dem Film Paradise Now, der 2005 aufgeführt wurde, äußerte der Generalsekretär des Bundesverbandes der Israelitischen Kultusgemeinden in Österreich und Generalsekretär für jüdische Angelegenheiten der Israelitischen Kultusgemeinde Wien Raimund Fastenbauer. Er nannte Paradise Now einen „Propagandafilm zur Glorifizierung von Selbstmordattentätern“. Den Organisatoren des Filmfestivals warf er vor, „mit Absicht oder Naivität die Anliegen der Gegner Israels und des Judentums“ zu fördern.

## Programm
Jährlich wird ein eigener Programmschwerpunkt festgelegt. Neben dem Hauptschwerpunkt widmet sich das Festival auch jüdischem Filmschaffen in Österreich oder von Österreichern. Fester Bestandteil des Programms sind Filmbesprechungen mit den Regisseuren der Filme oder anderen, mit dem Programminhalt vertrauten Personen.

## Weblink
- Website des Jüdischen Filmfestivals Wien